# خورخه تروینیرو
خورخه تروینیرو (انگلیسی: Jorge Troiteiro؛ زادهٔ ۹ آوریل ۱۹۸۴) بازیکن فوتبال اهل اسپانیا است.
از باشگاه‌هایی که در آن بازی کرده‌است می‌توان به باشگاه فوتبال اکسترمادورا اشاره کرد.